# Gevninge Kirke
Gevninge Kirke er en kirke i landsbyen Gevninge i Gevninge Sogn i Lejre Provsti (Roskilde Stift). Kirken og sognet er beliggende i Lejre Kommune. Før kommunalreformen 1970 lå det i Voldborg Herred (Roskilde Amt).
Kirken ligger i byens nordøstlige udkant, ud til Gevninge Å.

## Historie
Kirken er opført i midten af det 13. århundrede som en lille, hvidkalket kirke i senromansk stil, hvor kirkeskibet og koret fik deres hvælvinger i det 14. århundrede, mens tagets tinder først kom til i det 19. århundrede. Det antages, at våbenhuset er opført på samme tid som klokketårnet i gotisk stil.
På nordsiden opførte ejeren af Lindholm Gothard Braem i 1698 et kapel med den hensigt, at han selv skulle begraves der sammen med sin familie. Han døde få år efter og to mindreårige sønner fulgte ham i årene efter. Enken Anna Catharina giftede sig efterfølgende igen, men hendes nye ægtemand døde i 1726 og hun selv i 1727. Begge to blev lagt i kapellet.
Efter Braems død blev godset overtaget af slægten Scheel-Plessen, der i starten også lod sig begrave samme sted. Siden blev de gravsatte flyttet til kapellets kælder og indgangen muret til. Dog kan man gennem en mindre åbning i gittere på den nordvendte facade den dag i dag skimte kisterne.
I 1555 bestemte Christian 3., at Gevninge Kirke skulle fungere som en annekskirke til Svogerslev Kirke og ved et klemmebrev blev kapellanen ved Gråbrødre Klosterkirke tildelt indtægterne fra begge kirker og Gråbrødre Kloster fik ejendomsretten.
Kirken overgik i 1673 fra at være krongods til at være ejet af Henrik Müller, der i forvejen ejede både Kornerupgård, Ledreborg Slot, samt flere andre kirker. En række uoverensstemmelse førte til, at Christian 5. i 1690 overdrog ejerskabet til Lindholm, der beholdte ejerskabet, indtil kirken blev selvejende i 1972.
Indgangsdøren blev bygget i det 17. århundrede, og består af vandrette egetræsplanker, der med håndsmedede søm er naglet til lodrette planker. Indenfor er alt inventar ren empire fra 1806. Alterbordet er cirkelrundt, mens altertavlens midterparti er en rundbuet niche, hvori der står et forgyldt trækors. Prædikestolen er cylindrisk og over den hænger som låg dens lydhimmel.
Stoleværket er tilsvarende fra 1806. Samme år fjernede man kirkens romanske døbefont i granit, fordi den ikke passede ind i kirkens stil. Den blev først anvendt som et vandtrug hos en skolelærer i Herslev og siden som blomsterkumme hos præsten. Fonten i empire var udført i træ, men var rådnet, da man i 1934 genindsatte den oprindelige.
Som noget helt specielt findes endnu kirkens gamle "herskabsstol". Bag et aflukke opholdt Lindholms besiddere sig under gudstjenesten uset af den øvrige menighed.
Lejre Kommune overdrog i 2010 et tilstødende areal til kirken, så de kunne udvide kirkegården. Indvielsen fandt sted 15. juni, og det er planen, at området skal anvendes til urnenedsættelser.

## Labyrinter
I korbuen er der kalkmalerier i form af labyrinter med lerfarve. De stammer fra tidlig gotik og er blevet nærstuderet af forskere fra England, Frankrig og Belgien. Der er i Danmark kun tre andre kirker (Hesselager, Skive gamle og Roerslev kirker) med disse symboler, som stadigvæk er synlige. De er oprindeligt hedenske, men kristendommen tog dem til sig som et symbol på evigheden eller en vandring mod centrum (dvs. Kristus).

## Eksterne kilder og henvisninger
- Gevninge Kirkes historie
- Gevninge Kirke hos KortTilKirken.dk
- Gevninge Kirke i bogværket Danmarks Kirker (udg. af Nationalmuseet)